# Road House 2 - La última llamada
Road House 2 - La última llamada (título original: Road House 2: Last Call) es una película para vídeo de 2006 dirigida por Scott Ziehl y protagonizada por Johnathon Schaech, Ellen Hollman y Richard Norton. 
Este filme, que fue lanzado directamente al mercado del DVD, es la secuela de la película de 1989 Road House (conocida en España como De profesión: duro y en Hispanoamérica como El duro).

## Argumento
Shane Tanner es el hijo del famoso portero John Dalton. Sin embargo él no quiere nada que ver con el negocio, porque su padre fue asesinado violentamente, lo que hace que ese negocio le haga recordar lo ocurrido. En vez de ello trabaja como agente de la DEA.
Sin embargo, el tío de Shane, Nate, continúa dirigiendo un bar, el Black Pelican y un día, cuando el jefe de la pandilla Wild Bill y sus secuaces intentan comprar la tienda para convertirla en un centro de drogas, él se resiste y casi muere en un ataque. Eso causa a que Shane luego regrese para hacerse cargo del negocio y enfrentarse a los criminales.

## Reparto
| Actor              | Personaje       |
| ------------------ | --------------- |
| Johnathon Schaech  | Shane Tanner    |
| Ellen Hollman      | Beau            |
| Richard Norton     | Victor Cross    |
| Jake Busey         | Wild Bill       |
| Will Patton        | Nate Tanner     |
| Marisa Quintanilla | Nadja           |
| Larnell Stovall    | Marcus Reynolds |
| Jeff Galpin        | Henri           |

## Producción

### Desarrollo
La película original se convirtió con el tiempo en una película de culto, que incluso hoy en día tiene sus aficionados. Eso causó a que se hiciese 17 años más tarde una secuela para DVD.  Al principio se intentó reclutar a Patrick Swayze para la película, pero, cuando rechazó por discrepancias artísticas, decidieron en vez de ello reesecribir el guion para que apareciese en vez de ello su hijo. Adicionalmente nadie de la película original apareció en la secuela.

### Rodaje
Una vez preparado todo, se pensó al principio en filmarlo en Nueva Orleans. Sin embargo el desastre del huracán Katrina obligó a cambiar el lugar del rodaje por Shreveport, que también está en el estado de Luisiana. Una vez terminado, se estrenó el 18 de julio de 2006.

## Recepción
La película fue un fracaso. Sin embargo ha vuelto a mencionarse desde que Jake Gyllenhaal ha hecho una adaptación de la película original de Patrick Swayze.
Adicionalmente el largomentraje ha sido también valorado en portales cinematográficos. En IMDb, por ejemplo, con unos 2300 votos registrados, el filme obtiene una media ponderada de 4,3 sobre 10. En cuanto a Rotten Tomatoes, los más de 5000 votos registrados le dieron allí una valoración media de 2,6 de 5. También cabe destacar, que en el periódico La Vanguardia los usuarios que dieron su opinión allí le dieron a la película una aprobación del 65 %.